# 周村东站
周村東站是一个胶济客運專线上的铁路车站，位于山东省淄博市，建成於2008年12月，目前为二等站。目前不辦理客运和货运。